# احمد عفیفی (بازیکن والیبال)
احمد عفیفی (انگلیسی: Ahmed Afifi؛ زادهٔ ۳۰ مارس ۱۹۸۸) بازیکن والیبال اهل مصر است.